# 西村勝
西村 勝（にしむら まさる、1973年8月31日 - ）は、埼玉県八潮市出身の競艇選手である。登録番号は3589。埼玉支部所属。70期。東京支部所属の濱野谷憲吾と同期。

## 来歴
1992年の5月に戸田競艇場でデビュー。2000年、宮島競艇場で行われた第5回オーシャンカップで、SG初出場。その3年後の2003年、戸田競艇場で行われた第38回総理大臣杯に、一般戦優勝回数上位者として出場。SG初優出を果たし、優勝戦の1号艇を手に入れる。その優勝戦でインコースから逃げ切り、ガッツポーズをしたままゴールインし、SG初制覇。同年、児島競艇場での51周年競走でGI初優勝。現在SG1勝、GI1勝。

## 主なSG・GIタイトル
- 2003年 総理大臣杯競走 （戸田競艇場）
- 2003年 51周年記念競走 （児島競艇場）

## 人物・エピソード
- 愛称は「まちゃる」。ファンや他の選手からも、この愛称で呼ばれている時がある。
- 埼玉県立春日部工業高等学校に進学していたが、本栖研修所に「親父が勝手に願書を出した」事がきっかけとなり、試験を受けて合格。17歳で70期訓練生になる。ちなみに、70期の中で2番目の年少者である。
- お酒好きで、同じ埼玉支部所属の選手と飲んだり、打ち上げもしたりすると言う。ちなみに、よく飲むのは芋焼酎。
- 妻は、同じ埼玉支部所属だった元競艇選手の川田久子。